# Современные тенденции развития уголовного права
Современное уголовное право является результатом эволюционного развития основных институтов уголовного права, отражающим значительные социальные, политические и экономические изменения, начавшиеся в 1980-х годах во всём мире. Данные изменения привели к тому, что началось имеющее глобальный характер обновление уголовного законодательства. С 1990 года новые уголовные кодексы были приняты в более чем 50 государствах мира. Коренным изменениям подверглись уголовные кодексы стран социалистического блока. В. Н. Додонов выделяет три тенденции, которые являются общими для современного уголовного права подавляющего большинства государств мира: гуманизация уголовного права, криминализация новых видов преступной деятельности и интернационализация уголовного права.

## Формирование современного уголовного права
Современное состояние уголовно-правовых институтов является результатом длительной эволюции идей, многие из которых зародились ещё в эпоху Древнего мира (например, необходимая оборона, невменяемость и др.). Процессами, определившими современный характер уголовного права, во многом стали буржуазные революции, состоявшиеся в XIX веке в государствах Европы и Америки, результатом которых стало принятие принципов либерализма и концепции правового государства в качестве основополагающих для всей правовой системы. Влияние этих идей было сильно и в тех государствах, где буржуазные революции не происходили, и где сохранялись пережитки абсолютной монархии (Россия, Германия, Австро-Венгрия).
В результате уже в трудах классиков уголовного права конца XIX — начала XX века (например, Н. С. Таганцева) можно найти формулировки тех институтов уголовного права, которые окончательно закрепились в законодательстве лишь к концу XX столетия. Уже тогда велось обсуждение и научный анализ таких важных проблем современного уголовного права, как эффективность применения смертной казни, соответствие общеправовым принципам применения наказания в виде общей конфискации имущества, поиск альтернатив лишению свободы, необходимость смягчения уголовно-правового режима для несовершеннолетних, привлечение к ответственности лиц, совершающих трансграничные преступления и т. п.
Однако в начале-середине XX века кризис либерально-буржуазной модели развития общества существенно изменил вектор развития уголовного права. Во многих странах происходит отход от идей классической школы уголовного права с заменой их идеями социологической школы. В частности, наиболее радикальные подобные концепции предполагали отказ от наказания лиц, совершивших преступления, с переходом к применению «мер социальной защиты», носящих преимущественно превентивный характер, и применяющихся в том числе к лицам, не совершавшим преступления, но находящимся в «опасном состоянии».
В целом рост преступности и социальные катаклизмы обусловили значительный рост репрессивности уголовного права в этот период. В ряде стран (фашистская Германия, РСФСР в первые годы своего существования, маоистский Китай) классические институты уголовного права вообще были отброшены как «устаревшие». В других государствах также произошло усиление государственного вмешательства посредством уголовного права в самые различные сферы частной и общественной жизни.
Лишь к 1980-м — 1990-м годам наметилась тенденция к демократизации и либерализации политических режимов практически во всех государствах мира. Формирование новых институтов рыночной экономики, глобализация общества, закрепление общепризнанных принципов и норм международного права, касающихся прав человека и гражданина обусловили глобальный процесс обновления уголовного права.

## Принятие новых уголовных кодексов
С 1990 года новые уголовные кодексы были приняты более чем в 50 государствах мира, в частности, во всех государствах бывших СССР и Югославии, Абхазии, Австралии, Албании, Андорре, Буркина-Фасо, Бутане, Восточном Тиморе, Вьетнаме, Гвинее, Джибути, Иране, Испании, Йемене, Кабо-Верде, Катаре, КНР, Колумбии, Косово, Макао, Мали, Никарагуа, Панаме, Парагвае, Перу, Польше, Приднестровской Молдавской Республике, Пуэрто-Рико, Румынии, Сальвадоре, Сент-Люсии, Словакии, Судане, Турции, Франции, Эфиопии.
Значительные изменения были внесены в уголовное законодательство Болгарии, Боливии, Венгрии, КНДР, Кубы, Португалии, Финляндии, Чехии, Швейцарии и др. Значительной модернизации нередко подвергаются и недавно принятые уголовные кодексы (в Белоруссии, Испании, Киргизии, РФ, Франции, Таджикистане, Узбекистане).
Ведётся разработка новых уголовных кодексов Анголы, Аргентины, Болгарии, Венесуэлы, Доминиканской Республики, Индонезии, Камбоджи, Перу, Чехии, Чили, Шотландии.

## Гуманизация уголовного права
Гуманизация уголовного права является одной из самых «долгоиграющих» тенденций его развития. Ещё в XVIII веке появились первые инициативы по отмене или ограничению применения смертной казни; так, в Англии с 1826 по 1861 год число преступлений, за которые было установлено данные наказания снизилось с 200 до 4.
Хотя в первой половине XX века произошёл некоторый отход от этой тенденции (как в странах с демократическим, так и с авторитарным режимом), с середины 1950-х годов уголовное право начинает подвергаться гуманизации, причём как на Западе, так и в странах социалистического лагеря. Основными тенденциями данного периода гуманизации являются:
- Отказ от смертной казни — в настоящее время смертная казнь полностью отменена в 98 странах, применяется на практике лишь в 58.
- Отказ от телесных наказаний — применяются лишь в 33 странах.
- Отказ от каторжных работ — во многих странах Европы и в США были исключены из законодательства.
- Отказ от общей конфискации имущества — отменена во Франции, многих странах постсоветского пространства и Восточной Европы
- Появление наказаний, которые могут использоваться вместо лишения свободы: в дополнение к традиционным видам таких наказаний (штраф, принудительные работы, условное осуждение) появились такие виды, как общественные работы, ограничение свободы, домашний арест и т. д.
- Увеличение числа случаев, когда лицо может быть освобождено от ответственности: распространение получила возможность примирения с потерпевшем, расширены были пределы необходимой обороны, появился институт уменьшенной вменяемости.
- Расширение применения особого уголовно-правового режима для несовершеннолетних преступников.
- Декриминализация многих деяний, которые в связи с развитием системы административной ответственности были переведены в разряд административных правонарушений. В числе таких декриминализованных деяний можно назвать появление в общественных местах в состоянии опьянения, многие правонарушения против моральных устоев общества, религии, нарушения брачного законодательства, добровольные гомосексуальные контакты, аборты, мелкие кражи, бродяжничество, супружескую измену и т. д.

### Отказ от смертной казни
Тенденция к росту числа стран, отказавшихся от применения смертной казни или существенно ограничивших её применение, наметилась уже к началу XX века. Однако во многих случаях отказ от смертной казни не был окончательным и бесповоротным: так, возврат к применению данного вида наказания произошёл во многих европейских странах в 1920-х — 1940-х годах. Тем не менее, к концу XX века движение за отмену смертной казни приобрело глобальный характер. Если к концу 1980-х годов смертная казнь была отменена более чем в 30 странах, то в настоящее время (2014) смертная казнь полностью отменена в 98 странах, применяется лишь в исключительных случаях в 7, сохраняется формально, но не применяется на практике в 35 странах. Таким образом, смертная казнь отменена формально или фактически в 140 государствах, и сохраняется лишь в 58.
Немалую роль в процессе отмены смертной казни сыграло принятие ряда международных документов. Конвенция ООН о правах ребёнка запрещает применение смертной казни к несовершеннолетним; с 2009 года казни лиц, не достигших возраста 18 лет, производились лишь в 3 государствах: Иран, Саудовская Аравия и Судан. Хартия Европейского союза по правам человека также запрещает применение смертной казни: таким образом, смертная казнь должна быть отменена во всех странах, которые являются членами Европейского союза. Дополнительный протокол № 6 к Конвенции о защите прав человека и основных свобод также предусматривает отмену смертной казни. Генеральной ассамблеей ООН было принято несколько резолюций (62/149 от 18.12.2007, 63/168 от 18.12.2008 и 65/206 от 21.12.2010), призывающих к введению моратория на применение смертной казни.
В то же время, в некоторых странах применение смертной казни в современный период даже расширилось. Смертная казнь вновь стала применяться после её отмены в Гамбии и Папуа-Новой Гвинее. Расширилось число преступлений, наказываемых смертной казнью, в Китае, Иране, Саудовской Аравии, США.

### Отказ от телесных наказаний
С конца XVIII в. страны Европы под влиянием идей Просвещения стали одна за другой отменять этот вид наказания. Первой это сделала Франция в УК 1791 г (однако окончательный отказ произошёл лишь в 1881 году). В 1820 году телесные наказания были законодательно отменены в Нидерландах, в 1860 году — в Италии, в 1867 году — в Австрии и Бельгии, в 1871 году в Германии, в 1890 году — в Финляндии, в 1900 году — в Японии, в 1904 году — в России, в 1930 году — в Дании, в 1936 году — в Норвегии, в 1948 году — в Англии (в войсках отменены в 1881 году, в тюрьмах (за нападение на сотрудников тюрьмы, по приговору судьи) были отменены в 1967 году, фактически применялись до 1962 года), в 1949 году — в Китае, в 1955 году — в Индии, в 1972 году — в Канаде.
Сфера применения телесных наказаний продолжает сокращаться. В 1988 году они были отменены в Зимбабве (в отношении взрослых). С 1996 года их применение было запрещено в Замбии, Кении, на Сент-Винсенте и Гренадинах, Тринидаде и Тобаго, в Уганде, на Фиджи, в ЮАР, на Ямайке. В то же время, они сохраняются как вид уголовного наказания более чем в 20 странах мира.
В США последний раз телесное наказание по приговору суда было применено в 1952 г. в Делавэре — мужчина получил 20 плетей за избиение жены. В этом штате наказание плетьми было официально отменено лишь в 1972 г.
Обратная к общемировой тенденция наблюдается в мусульманских государствах, где с 1980-х годов из-за политики возврата к «законам шариата» сфера применения телесных наказаний значительно расширилась: они были вновь включены в уголовное законодательство после долгого перерыва (Ливия, Мавритания, Иран, Судан, Пакистан, Йемен), либо стали применяться существенно чаще, чем до этого (ОАЭ, Саудовская Аравия).

### Отказ от каторжных работ
Каторга как вид наказания в начале XX века была распространена практически повсеместно. Лишь после Второй мировой войны начал набирать обороты общемировой процесс принятия законов, исключающих каторгу из уголовного законодательства ввиду распространения мнения о негуманности данного вида наказания.
В Дании каторжные работы были отменены ещё до Второй мировой войны (1930). В 1948 году они были упразднены в Англии, в 1960 — во Франции, в 1970 — в ФРГ. Далеко не всегда отмена была одномоментной: в Швейцарии фактическая отмена каторги произошла в 1971 году, когда условия отбывания данного вида наказания стали соответствовать обычному лишению свободы, но формальная отмена (исключение нормы о каторге из уголовного законодательства) состоялась лишь в 2007 году, после того, как начала действовать новая редакция уголовного законодательства. В США принудительный труд каторжников применялся до 1970-х годов, затем этот вид наказания был восстановлен в 1994 году в штате Алабама и окончательно ликвидирован в 1997 году в результате протестов общественности.
Этот процесс продолжается: в 1997 году каторга была отменена в Ирландии, в 2003 — в Египте, в 2004 — в Турции.

### Отказ от общей конфискации имущества
Общая конфискация имущества предполагает изъятие у преступника всего принадлежащего ему имущества, в том числе той его части, которая получена не в результате совершения преступлений, а на законных основаниях. Укрепление представления о частной собственности как о естественном и незыблемом праве человека привело к тому, что общая конфискация, некогда бывшая распространённой повсеместно, в современном уголовном праве большинства государств мира не предусмотрена. Так, во Франции она была отменена ещё в 1790 году. На постсоветском пространстве во многих государствах общая конфискация имущества была отменена после 1991 года, когда произошёл переход к рыночной экономике. Так, из УК РФ общая конфискация была исключена в 2003 году, в настоящее время уголовное законодательство России предусматривает лишь специальную конфискацию, которая касается лишь незаконно нажитого или используемого имущества преступника.

### Появление альтернатив лишению свободы
Хотя в законодательстве многих государств уже давно существовали сложные системы видов наказания, до последнего времени основным реально применяемым наказанием было лишение свободы. О том, что такая ситуация неоптимальна и что необходим поиск альтернатив данному виду наказания, которые можно было бы достаточно широко применять, учёные-криминалисты писали ещё во второй половине XIX века. Однако результаты их трудов практически не получали широкого распространения. Лишь в конце XX века всё больше и больше государств стали вносить изменения в свою уголовно-правовую систему, направленные на отход от преимущественного применения лишения свободы. Не последнюю роль здесь сыграли и проводившиеся ООН конгрессы по предупреждению преступности и обращению с правонарушителями. На VII таком конгрессе, состоявшемся в 1985 году, был предложены такие альтернативные лишению свободы виды наказания, как штраф, принудительные работы без лишения свободы, условное осуждение и компенсация.
Однако не только эти уже традиционные альтернативы лишению свободы включаются в законодательство всё большего числа стран мира. Есть и более новые виды наказания, призванные ограничить сферу применения лишения свободы: общественные работы, ограничение свободы, домашний арест, фрагментарное заключение.
Принудительный труд как форма уголовного наказания известен давно, однако общественные работы в том виде, в котором они включены в современные уголовные кодексы (выполнение назначенных судом работ, как правило, в свободное от основной трудовой и иной деятельности время, по несколько часов в день, то есть, в режиме неполной занятости) являются достаточно новыми для мировой практики уголовного права. В Великобритании наказание в виде предоставления бесплатных услуг обществу было введено в 1973 году, в других странах аналогичные наказания стали вводиться начиная с 1980-х годов: во Франции — в 1983 году, в Нидерландах — в 1989, в Зимбабве — в 1992, в Греции — в 1996, в Казахстане и Киргизии — в 1997, в Латвии — в 1998, в Белоруссии, Кении, Малави и Швеции — в 1999, в Замбии и Уганде — в 2000, на Украине — в 2001, в Молдавии — в 2002, в Румынии и Таджикистане — в 2004, в России — в 2005.
Ограничение свободы (представляющее собой наложение на осуждённого определённых судом ограничений его личной свободы, не связанное с тюремным заключением) также стало появляться в актах уголовного законодательства сравнительно недавно. В частности, данный вид наказание предусматривается уголовными законами Азербайджана, Англии, Белоруссии, Грузии, Зимбабве, Казахстана, Кот д’Ивуара, Кубы, Литвы, Мексики, Польши, Португалии, России, Таджикистана, Украины, Франции, Чили.
Фрагментарное заключение представляет собой вид лишения свободы, который отбывается не в непрерывном режиме, а с перерывами (например, по выходным дням), так что осуждённый может сохранять связи с семьёй и работать в обычном режиме. Данный вид наказания предусмотрен, в частности, законодательством Албании, Андорры, Бразилии, Вануату, Зимбабве, Литвы, Мексики, Португалии, Сальвадора, Сан-Марино, отдельных штатов США, Франции, Эстонии, ЮАР.
В конце XX — начале XXI века в уголовном законодательстве отдельных государств стала появляться такая мера наказания, как домашний арест. Например, данный вид наказания предусмотрен уголовными законами Андорры, Аргентины, Боливии, Великобритании, Гондураса, Испании, Колумбии, Марокко, Парагвая, Сальвадора, Сан-Марино, США, Турции, Филиппин. Наказание в виде ограничения свободы в том виде, в котором оно предусмотрено редакцией УК РФ, действующей с 2010 года, также имеет близкое сходство с домашним арестом.

### Увеличение числа оснований для освобождения от ответственности или её смягчения
Становление уголовного права как самостоятельной правовой отрасли было связано с приобретением им чисто публичного характера: уголовное преследование стало осуществляться практически исключительно государственными органами и от имени государства, роль потерпевшего стала гораздо менее активной. Однако в современный период наблюдается обратная тенденция: в уголовное право внедряются частно-правовые, диспозитивные начала, а роль потерпевшего в уголовном процессе становится всё более весомой.
Изменился подход к целям применения уголовного наказания: если ранее основной целью наказания выступало покарание преступника, то сейчас на первое место стало выходить восстановление социальной справедливости, разрешение социального конфликта. Данная концепция получила название «восстановительное правосудие»: согласно ей, задачи уголовного судопроизводства, помимо применения наказания, включают в себя восстановление нарушенных преступлением прав потерпевшего, иных общественных отношений, которым причинён вред. Взаимосвязана с ней концепция медиации (посредничества): судебно-следственные органы рассматриваются в ней как возможный посредник в восстановлении нарушенных социальных отношений. Это предполагает активную роль потерпевшего в уголовном процессе, в частности, наделение его правом заявлять о примирении с виновным лицом, что влечёт освобождение последнего от уголовной ответственности.
Соответствующие институты включены в уголовное и уголовно-процессуальное законодательство многих стран: Австралии, Бельгии, Великобритании, Германии, Канады, Нидерландов, Польши, России, США, Франции, Чехии и др.
Расширяется объём предоставляемого потерпевшим права на необходимую оборону от общественно опасных посягательств. Возможность обороняться во многих странах уже не ставится в зависимость от возможности избежать причинения вреда путём бегства или обращения в правоохранительные органы. Кроме того, в уголовное законодательство вводятся нормы о необходимости учитывать субъективное психическое состояние обороняющегося лица при определении пределов обороны: учитываются такие состояния, как замешательство, испуг, страх, сильное душевное волнение. Причинение вреда, не соответствующего общественной опасности посягательства при наличии таких состояний, не признаётся превышением пределов необходимой обороны, либо лицо считается не подлежащим ответственности (или освобождённым от ответственности) за превышение пределов необходимой обороны.
Указания на необходимость учёта таких состояний включены в уголовное законодательство Австрии, Болгарии, Венгрии, Германии, Греции, Дании, Исландии, Казахстана, Кубы, Литвы, Нидерландов, Норвегии, Парагвая, Польши, Португалии, Республики Корея, Румынии, Швейцарии. С 2003 года соответствующая норма имеется и в УК РФ.
Кроме того, более широкое распространение в современном уголовном праве получил разработанный ещё в первой половине XIX века институт ограниченной (уменьшенной) вменяемости. Он был включён в уголовные кодексы стран бывшего СССР (кроме Молдавии и Узбекистана), Албании, КНР, Македонии, Польши, Португалии, Федерации Боснии и Герцеговины, Эфиопии.

### Установление особого уголовно-правового режима для несовершеннолетних
До середины XIX века уголовное право большинства государств не предусматривало каких-либо особых положений, касавшихся ответственности несовершеннолетних. К ним применялись те же меры, что и ко взрослым преступникам, вплоть до смертной казни. Однако развитие гуманистических идей во второй половине XIX века привело к появлению точки зрения, согласно которой необходимо установление особого уголовно-правового режима для несовершеннолетних, в котором приоритетными будут признаны не карательные, а воспитательные меры. В XX веке эта точка зрения была воспринята законодателями многих стран, что было подкреплено принятием международно-правовых актов, направленных на защиту детства (в частности, Конвенции ООН о правах ребёнка.
В настоящее время практически повсеместно в уголовном законодательстве присутствуют специальные нормы, устанавливающие особый уголовно-правовой режим несовершеннолетних, предусматривающий смягчение наказания и возможность замены его воспитательными мерами. В ряде стран в структуре уголовного законодательства выделена отдельная глава, посвящённая ответственности несовершеннолетних (государства бывшего СССР, бывшей Югославии, Болгария, Венгрия, Вьетнам, Нидерланды, Эфиопия). В некоторых государствах уголовно-правовое регулирование ответственности несовершеннолетних осуществляется в рамках специального нормативного акта, отдельного от уголовного кодекса (Испания, Швейцария).

### Декриминализация
Эволюция гуманистических представлений о правах и свободах человека, о недопустимости вмешательства в частную жизнь личности со стороны государства, а также развитие иных видов ответственности, помимо уголовно-правовой (прежде всего, административной), привели к декриминализации (устранению преступности) многих деяний, которые раньше считались общественно опасными.
Например, масштабная декриминализация в Швеции в 1970-х годах коснулась преступлений, посягающих на нравственность (например, появления в нетрезвом состоянии в общественном месте), свободу вероисповедания, государственные символы, нарушений законодательства о браке и семье, а также производства абортов. Аналогичные процессы шли и в других странах. Наиболее часто признавались не представляющими общественной опасности гомосексуальные отношения, производство абортов, мелкие кражи, бродяжничество, супружеская измена, преступления религиозного характера, оборот порнографических материалов и предметов.
На постсоветском пространстве вал процессов декриминализации оказался связан с переходом к новой экономической и политической системе: перестали быть общественно опасными деяния, посягавшие на государственную экономическую монополию и коммунистическую идеологию. В то же время, одновременно происходили и процессы криминализации деяний, которые в прежних условиях совершаться не могли (например, связанных со злоупотреблениями на рынке ценных бумаг, банкротством, иными нарушениями, связанными с предпринимательской деятельностью). Реформы, направленные на гуманизацию уголовного законодательства и декриминализацию отдельных видов деяний продолжились и в начале XXI века: так, в Узбекистане в 2001 году была смягчена или устранена уголовная ответственность за многие деяния; в России крупных реформ уголовного законодательства, связанных с декриминализацией деяний было две: в 2003 и 2011 году. Далеко не всегда смягчение ответственности при этом было обоснованным, вплоть до того, что законодателю приходилось вновь вводить уголовную ответственность за деяния, ранее признанные непреступными (например, в России декриминализованная в 2011 году клевета вновь стала признаваться преступлением в 2012 году).

## Криминализация новых видов преступной деятельности
Общество представляет собой динамическую систему, в которой постоянно появляются новые виды общественных отношений и видоизменяются старые. В связи с этим появляются новые виды преступлений, а общественная опасность старых может изменяться в большую или меньшую сторону, либо пропадать вовсе.
В конце XX века, когда динамика общественных отношений в связи с глобализацией, усложнением социальной организации, появлением новых технологий и видов экономической деятельности, эти процессы существенно ускорились. Криминализации подверглись следующие деяния:
- Преступления террористического характера, которые приобрели массовые формы и получили статус международных. Преступными стали признаваться такие деяния, как финансирование терроризма, содействие терроризму, угон воздушных судов и т. д.
- Организованная преступная деятельность: самостоятельным преступлением стало считаться уже само создание банд или преступных организаций, был введён комплекс административных, уголовно-правовых и процессуальных норм, направленных на противодействие организованной преступности.
- Экономические преступления. Волна криминализации новых видов экономических преступлений прошла в связи с переходом стран социалистического лагеря к рыночной экономике. Кроме того, в современном уголовном праве начал распространяться институт уголовной ответственности юридических лиц.
- Отмывание денег: данное деяние в 1990-х годах было криминализовано в подавляющем большинстве государств.
- Коррупционные преступления. В 2003 году была подписана Конвенция ООН против коррупции, которая устанавливает необходимость криминализации различных видов подкупа и предоставления неправомерных преимуществ публичными должностными лицами. Распространение получила криминализация международной коррупции, закрепление в уголовном законодательстве понятий «коррупция» и «торговля влиянием».
- Экологические преступления, которые стали выделяться как общность, объединённая общим объектом охраны.
- Компьютерные преступления: нормы о них появились в большинстве уголовных кодексах в 1980-х — 1990-х годах.
- Сексуальная эксплуатация несовершеннолетних: во многих уголовных кодексах появились специальные нормы, устанавливающие ответственность за оборот детской порнографии, ужесточилась борьба с педофилией и детской проституцией.
- Преступления в сфере ядерной и радиационной безопасности: их появление связывается с крупными авариями на атомных электростанциях и угрозой ядерного терроризма.
- Медицинские преступления: незаконная трансплантация и торговля органами, незаконные генные манипуляции, незаконные медицинские эксперименты над человеком, незаконное искусственное оплодотворение и действия с эмбрионом, клонирование человека и т. д.

### Преступления террористического характера
Хотя терроризм как явление является новым лишь относительно «классических» преступных деяний (например, убийств или преступлений против собственности), направленность и формы террористических действий претерпели значительные изменения во 2-й половине XX века. До этого террористические акты носили, как правило, индивидуальный характер. Именно поэтому в законодательстве некоторых государств террористический акт определялся как посягательство на жизнь лица, осуществляющего государственную или общественную деятельность (например, ст. 64 УК РСФСР 1922 года). Однако начиная с 1960-х гг., террор стал приобретать новые формы, становясь опасным уже не для представителей отдельных государств, а для всего международного правопорядка.
В связи с этим стали приниматься международные акты, предусматривавшие ответственность за наиболее опасные новые проявления терроризма. В частности, активно развивались правовые нормы, призванные противодействовать захвату воздушных судов: на международном уровне были приняты Гаагская конвенция о борьбе с незаконным захватом воздушных судов (1970), Монреальская конвенция о борьбе с незаконными актами, направленными против безопасности гражданской авиации (1971), а также Протокол, касающийся незаконных актов насилия в международных аэропортах (1988). За этим последовала криминализация воздушного пиратства национальным законодательством: в СССР соответствующие нормы были включены в уголовные кодексы в 1973 году, в Турции — в 1979, в Индии — в 1982, в Швеции — в 1990 году.
Помимо этого, устанавливалась специальная ответственность и за иные преступления террористического характера. Это происходило постепенно: если в Германии контртеррористические поправки в законодательство были приняты в 1976 году, в Великобритании — в 1978, то в Турции лишь в 1991, в Бельгии, Финляндии и Швеции — в 2003, в Монако — в 2006. В российском уголовном законодательстве ответственность за терроризм была введена в 1994 году. В то же время, подавляющее большинство новых уголовных кодексов, принятых после 1992 года, содержат специальные положения (отдельные статьи или разделы), касающиеся преступлений террористического характера.
С началом XXI века террористическая угроза вышла на новый уровень. Вследствие этого, помимо внесения поправок в уголовное законодательство, во многих странах приняли специальные законы или комплексы актов, посвящённые противодействию терроризму. В Великобритании это произошло в 2000 году, в США в 2001, в России — в 2006. Предпринимаются попытки унификации национального законодательства в этой сфере: так, в 2002 году было принято Рамочное решение Совета Европейского Союза о борьбе с терроризмом (2002/475/JAI), содержавшее характеристику террористических преступлений.
Многими странами вводится ответственность за деяния, сопутствующие террористической деятельности: например, финансирование терроризма, содействие террористической деятельности, оправдание терроризма, создание и участие в деятельности террористических организаций и др.

### Организованная преступная деятельность
Несмотря на то, что организованные преступные формирования в ряде стран (например, в Италии и США) действовали с большим размахом ещё в первой половине XX века, в большинстве стран вплоть до 1970-х годов их члены привлекались к ответственности лишь на основании общих норм о соучастии или преступном сговоре. Исключением может считаться, например, РСФСР, а в последующем СССР, где начиная с первых актов кодифицированного законодательства устанавливается самостоятельная ответственность за организацию банды (вооружённой преступной группы) и участие в ней (ст. 76 УК РСФСР 1922 г.).
Однако рост опасности, связанной с деятельностью преступных организаций, в последней четверти XX века привёл к тому, что в законодательстве многих стран стали появляться нормы, характеризующие новые формы преступных формирований и устанавливающие ответственность за их создание, а также участие в них. Так, в 1974 году соответствующие нормы были включены в УК Австрии, в 1982 — в УК Италии, в 1997 — УК Канады, 1999 — УК Бельгии. Также криминализация организации и участия в деятельности преступных формирований характерна для практически всех уголовно-правовых актов, принятых после 1992 года.
Кроме того, стали приниматься касающиеся противодействия организованной преступности комплексные акты, содержащие нормы разных отраслей права: уголовного, уголовно-процессуального, административного и др. Можно назвать такие акты, как Закон о контроле за организованной преступностью в США 1970 года, Закон Японии о пресечении незаконных деяний членов бандитских группировок 1991 года, Закон Германии о борьбе с организованной преступностью 1994 года, Закон Германии об улучшении борьбы с организованной преступностью 1998 года, Федеральный закон Мексики против организованной преступности 1996 года, Закон Литвы о предупреждении организованной преступности 1997 года, Закон ЮАР о предупреждении организованной преступности 1998 года. В России такого закона принято не было, хотя соответствующие законопроекты неоднократно вносились на рассмотрение Федерального Собрания и даже принимались им (но не вступали в силу из-за наложенного Президентом РФ вето).

### Экономические преступления
В конце XX — начале XXI века в связи с глобализацией мировой экономики и с тем, что бывшие социалистические страны, а также КНР, Вьетнам и Лаос полностью или частично осуществили переход к рыночной экономике, происходит унификация уголовно-правовых норм, предусматривающих ответственность за экономические преступления.
Кроме того, с учётом специфики отдельных хозяйственных и экологических преступлений, субъектами преступлений стали признаваться юридические лица. Хотя во многих странах нормы, предусматривающие привлечение к уголовной ответственности корпораций, существуют уже достаточно давно (США, Англия, Австралия), в конце XX века институт ответственности юридических лиц получил распространение в праве многих стран, в том числе континентальной правовой семьи. В 1976 году соответствующие изменения были внесены в уголовное законодательство Нидерландов, в 1992 году — Франции, в 1995 — Финляндии, в 1997 — КНР, в 1998 — Исландии, в 1999 — Словении, в 2000 — Литвы, в 2001 — Венгрии и Эстонии, в 2002 — Молдовы и Польши, в 2003 — Швейцарии и в 2004 — Румынии. В некоторых странах (Австрия, Албания, Испания, Мексика, Перу) юридическое лицо не признаётся субъектом преступления, однако в связи с совершением преступного деяния представителями организации уголовно-правовые меры могут применяться и к самой организации. Российским законодательством по состоянию на февраль 2018 года юридические лица субъектом уголовной ответственности не признаются, хотя существуют инициативы по включению в УК РФ института уголовной ответственности юридических лиц.

### Отмывание денег
Озабоченность международного сообщества проблемой отмывания денег первоначально была связана с необходимостью противодействия незаконному обороту наркотиков, который сопровождался легализацией крупных сумм денежных средств, перемещаемых через государственные границы. Первым международным актом, содержащим указание на необходимость криминализации отмывания денег, связанного с незаконным оборотом психоактивных веществ, стала Конвенция ООН о борьбе против незаконного оборота наркотических средств и психотропных веществ, принятая в Вене 19 декабря 1988 года.
Позднее были приняты и другие международные акты, направленные на противодействие отмыванию денег: Конвенция Совета Европы об отмывании, выявлении, изъятии и конфискации доходов от преступной деятельности (Страсбург, 8 ноября 1990 г.), Типовой закон об отмывании денег, полученных от наркотиков (разработан ООН в 1993 году) и др. Положения о наказуемости легализации преступных доходов были включены в национальные уголовные законы большинства стран мира в 1990-х годах.

### Коррупционные преступления
С 1990-х годов коррупция начинает рассматриваться не только как общественно опасное явление в рамках национальных правовых систем, но и как угроза всему мировому сообществу. Как следствие, появляются акты, устанавливающие основы противодействия коррупции на международном уровне. К их числу можно отнести Декларацию ООН о борьбе с коррупцией и взяточничеством в международных коммерческих операциях 1996 года, Конвенцию по борьбе с подкупом должностных лиц иностранных государств при проведении международных деловых операций 1997 года, Конвенцию Совета Европы об уголовной ответственности за коррупцию 1999 года и Конвенцию ООН против коррупции 2003 года.
В результате многие формы коррупции, такие как подкуп (понимаемый достаточно широко как предоставление любого преимущества без законных оснований) национальных и иностранных публичных должностных лиц приобрели характер международного преступления. Предусмотрена также возможность криминализации иных форм коррупции, таких как коммерческий подкуп. Происходит также выделение международной коррупции в самостоятельный состав преступления (так, самостоятельная ответственность за данное деяние предусматривается уголовным законодательством Австралии, Австрии, Англии, Бельгии, Болгарии, Венгрии, Ирландии, Испании, Канады, Люксембурга, Нидерландов, Новой Зеландии, Норвегии, Польши, Португалии, Франции, Швеции, Швейцарии). Другим новым составом преступления, распространяющимся в национальных правовых системах под влиянием международных актов, является торговля влиянием, ответственность за которую введена в Алжире, Венгрии, Колумбии, Мексике, Молдове, Перу, Франции.
Происходит также внедрение в законодательство самого понятия «коррупция» как родового обозначения преступлений соответствующего характера. В частности, соответствующие определения можно найти в уголовном законодательстве Алжира, Бразилии, Казахстана, Киргизии, КНР, Молдовы, Перу, Словакии, Франции.

### Экологические преступления
Криминализация деяний, причиняющих ущерб окружающей среде, и обособление природоохранных отношений как самостоятельного объекта преступления стали проявлением общей тенденции экологизации права, элементы которой прослеживаются в законодательстве стран мира начиная с 1970-х годов.
Новые уголовные кодексы, принимавшиеся в 1990-х годах, как правило, включают отдельный раздел или главу, посвящённый экологическим преступлениям. Такой подход характерен, например, для уголовного законодательства стран постсоветского пространства, Албании, Федерации Боснии и Герцеговины, Вьетнама, Испании, Колумбии, Македонии, Монголии, Парагвая, Польши, Сальвадора.
Относительно новым направлением правового противодействия экологической преступности является начавшаяся в 1990-х годах криминализация незаконных действий, связанных с оборотом (в том числе переработкой и ликвидацией) опасных отходов (радиоактивных или токсичных). Соответствующие нормы имеются в уголовном законодательстве стран постсоветского пространства, республик бывшей Югославии, Болгарии, Венгрии, КНР, Латвии, Парагвая, Польши, Румынии, Сальвадора, Эстонии.
В 1998 году в Страсбурге была принята Конвенция Совета Европы о защите окружающей среды посредством уголовного законодательства. По состоянию на 11 января 2018 года, она подписана 13 государствами, ратифицирована 1 (Эстонией). Для вступления конвенции в силу требуется её ратификация 3 государствами.

### Компьютерные преступления
Тотальная информатизация общества, в особенности его финансово-экономической сферы привела к появлению и широкому распространению посягательств в сфере информационных технологий. Ввиду этого начиная с середины 1980-х годах в законодательстве многих стран мира появляются нормы, направленные на противодействие таким посягательствам: в 1985 году соответствующие нормы были приняты в Канаде, в 1986 — в Германии, в 1987 — в Японии, в 1990 — в Англии, в 1991 — Ирландии, Португалии и Турции, а с 1992 года они включаются во все вновь принимаемые уголовные кодексы.
В 2001 году в Будапеште была принята Конвенция Совета Европы о компьютерных преступлениях, вступившая в силу с 1 июля 2004 года. Это первый международный договор, регулирующий вопросы ответственности за компьютерные преступления. По состоянию на 11 января 2018 года, она ратифицирована 56 государствами. Вопросы кибербезопасности и борьбы с компьютерными преступлениями затрагиваются также Конвенцией Африканского Союза о кибербезопасности и защиты персональных данных, принятой 27 июня 2014 года. По состоянию на 24 июля 2017 года, конвенция подписана 9 государствами, ратифицирована 1 (Сенегал).

### Сексуальная эксплуатация несовершеннолетних
Общемировая тенденция к криминализации деяний, связанных с сексуальной эксплуатацией несовершеннолетних, а также ужесточению наказания за них, находится в русле более общей тенденции к усилению уголовно-правовой защиты несовершеннолетних. В данной сфере принимаются международные акты, такие как Факультативный протокол к Конвенции о правах ребёнка, касающийся торговли детьми, детской проституции и детской порнографии, принятый в 2000 году резолюцией Генеральной Ассамблеи ООН A/RES/54/263 и вступивший в силу 18 января 2002 года. Его сторонами по состоянию на 10 января 2018 года являются 174 государства.
В настоящее время в большинстве государств мира установлена ответственность за деяния, связанные с производством и оборотом детской порнографии. Частично необходимость в принятии таких норм оказалась связана с декриминализацией во многих странах оборота обычной порнографии или смягчении ответственности за него.
Усиливается ответственность за деяния, способствующие вовлечению несовершеннолетних в проституцию. Одним из новых преступных деяний, включённых относительно недавно в уголовные законы Великобритании, Вьетнама, Германии, Дании, Канады, Италии, Новой Зеландии, Норвегии, России, Румынии, Финляндии, Франции, Швеции, Японии является получение сексуальных услуг несовершеннолетнего. Кроме того, криминализуется организация секс-туризма, связанного с получением сексуальных услуг несовершеннолетних: соответствующие нормы предусмотрены уголовным законодательством Австралии, Великобритании, Колумбии, Новой Зеландии, США.

### Преступления в сфере ядерной и радиационной безопасности
Вопросы ядерной и радиационной безопасности в современном мире вызывают достаточно большой интерес в связи с сохраняющимся риском аварий на радиационных объектах (таких как авария в Чернобыле или Фукусиме), а также с потенциальной угрозой ядерного терроризма.
Так, А. В. Наумов отмечает, что Чернобыльская авария спровоцировала процессы криминализации незаконного оборота радиоактивных материалов. Помимо этого, необходимость криминализации подобных действий связана с угрозой совершения террористических актов с использованием ядерного оружия и радиоактивных материалов (так называемой «грязной бомбы»). В рамках противодействия данной потенциальной угрозе принято два международных акта, предусматривающих установление уголовной ответственности за ряд деяний, связанных с ядерным терроризмом и незаконным обращением с радиоактивными материалами: Конвенция о физической защите ядерного материала и ядерных установок 1979 года и Международная конвенция о борьбе с актами ядерного терроризма 2005 года.
Специальные нормы, направленные на обеспечение ядерной и радиационной безопасности, присутствуют в законодательстве стран постсоветского пространства, Австрии, Албании, Аргентины, Бельгии, Болгарии, Федерации Боснии и Герцеговины, Венгрии, Германии, Испании, Канады, КНР, Колумбии, Кубы, Макао, Македонии, Нидерландов, Новой Зеландии, Норвегии, Польши, Португалии, Румынии, США.

### Медицинские преступления
Стремительное развитие биологических наук и медицинских технологий вызывает значительную озабоченность в отношении этических последствий применения некоторых их достижений для человеческого достоинства, прав человека и основных свобод личности. Необходимость криминализации преступных деяний, посягающих на личность и общественное здоровье и связанных с использованием новых медицинских методов и технологий, помимо этого, обсуловлена коммерциализацией медицинской деятельности и риском корыстных злоупотреблений.
В частности, к сфере медицинских преступлений можно отнести следующие преступные деяния, относительно недавно появившиеся в уголовных законах:
- незаконная трансплантация и торговля органами — страны постсоветского пространства, Болгария, Испания, Латвия, Македония, Монголия, Сербия, Франция, Эстония;
- незаконные генные манипуляции — Боливия, Венгрия, Грузия, Испания, Колумбия, Румыния, Сальвадор;
- незаконное проведение медицинских экспериментов над человеком — Армения, Венгрия, Украина, Словакия, Франция, Эстония;
- незаконное искусственное оплодотворение и действия с эмбрионом — Азербайджан, Гватемала, Колумбия, Молдавия, Румания, Сальвадор, Сан-Марино, Франция, Эстония, часть штатов США;
- незаконная медицинская стерилизация — Азербайджан, Молдавия;
- применение запрещённых методов диагностики и лечения, а также лекарственных средств — Азербайджан.

Особую озабоченность как законодателей отдельных стран, так и мирового сообщества в целом вызвала проблема клонирования человека. Превентивные нормы, вводящие уголовную ответственность, были включены в уголовное законодательство Испании (1995), Сальвадора (1997), Колумбии (2000), Эстонии (2001), Молдавии (2002), Румынии (2004), Словакии (2005), Казахстана (2014).

## Интернационализация уголовного права
Глобализация и интернационализация общественных отношений привела к тому, что на уголовное право, традиционно считавшееся предметом в основном национальной юрисдикции, весьма значительное влияние стали оказывать международно-правовые нормы. Международное уголовное право, изначально зародившееся как отрасль, регулирующая вопросы соотношения национальных уголовно-правовых юрисдикций между собой и международно-правового сотрудничества в сфере расследования преступлений, признания и исполнения приговоров (так называемое «уголовное коллизионное право»), постепенно переросло в комплексную правовую отрасль, регулирующую вопросы создания и функционирования международных уголовных судов и трибуналов, обеспечения международной безопасности, принудительного обеспечения соблюдения норм международного гуманитарного права, борьбы с трансграничной преступностью и защиты прав и свобод человека.
Нормы международного уголовного права имеют различную сферу действия: одни из них признаются практически всеми членами международного сообщества и носят поистине универсальный характер, другие же закреплены в региональных и локальных международных договорах и распространяются на небольшое число государств. Особой формой международного уголовного права является наднациональное европейское уголовное право, создающееся в рамках институтов правовой интеграции Евросоюза.
Постоянно расширяется круг преступлений международного (трансграничного) характера, ответственность за которые регулируется международными соглашениями. Первыми такими преступлениями стали пиратство (XVIII век) и работорговля (1815 год, Венский конгресс). К первой половине XX века международными, помимо этих деяний, были признаны такие преступления, как фальшивомонетничество, незаконный оборот наркотиков и порнографии. Число преступлений, ответственность за которые регулируется международными соглашениями стало быстро расти в конце XX — начале XXI века вследствие процессов глобализации, коснувшихся в том числе и преступности. Возникла потребность в международной борьбе с такими видами посягательств, как отмывание денег, взяточничество и иные коррупционные деяния, организованные преступные действия, киберпреступления.
Кроме того, по итогам Второй мировой войны начался процесс формирования новой группы международных преступлений, посягающих на мир и безопасность всего человечества в целом. Изначально к данной группе были отнесены деяния, связанные с ведением агрессивной войны, нарушением правил и обычаев ведения войны, а также преступления против человечности. Позже преступлениями международного характера были признаны геноцид, апартеид, колониализм, экоцид, наёмничество. Была установлена наднациональная юрисдикция международных органов (судов и трибуналов) по таким деяниям. Кульминацией данного процесса выступило создание Международного уголовного суда, функционирующего на основании Римского статута, принятого 17 июля 1998 и вступившего в силу 1 июля 2002 года. По состоянию на 13 января 2018 года, данный статут подписан 138 государствами, ратифицирован 123.
Существенное влияние на национальные уголовно-правовые системы оказывают нормы международного права, устанавливающие и гарантирующие основные права и свободы человека, а также практика международных правозащитных институтов. При этом затронутыми оказываются в том числе и вопросы, регулирование которых ранее считалось исключительной прерогативой национального законодателя. В частности, Европейский суд по правам человека в ряде решений указал на противоречие криминализации добровольных сексуальных отношений между совершеннолетними лицами одного пола гарантированному Европейской конвенцией о правах человека праву на неприкосновенность частной жизни, что определило необходимость их декриминализации в странах, признающих юрисдикцию суда.
Важной движущей силой процесса внедрения международных норм в национальные уголовные законы выступает то, что имплементация международных стандартов становится выгодной для государств, получающих в результате различные преференции. Наличие соответствующих международным правовым актам норм уголовного законодательства (например, устанавливающих ответственность за определённые формы коррупции, отмывание денег и т. д.) может выступать условием получения заемных финансовых ресурсов, вступления в международные организации (Совет Европы, ВТО и т. д.). В результате некоторые преступления международного характера (например, пытки и торговля людьми) в конце XX — начале XXI века оказались криминализованы значительным числом государств.
Признавая значимость международных норм для регулирования уголовно-правовых отношений, многие государства при разработке новых или существенной ревизии старых уголовных кодексов включают в них специальный раздел о международных преступлениях, который нередко выносится на первое место в системе Особенной части уголовного законодательства. Во многих государствах (Бурунди, Великобритания, Германия, Канада, Нидерланды, Новая Зеландия, ЮАР) принимаются отдельные законы, регулирующие вопросы ответственности за международные преступления. Внедряется в национальное законодательство также универсальный принцип действия уголовного закона в пространстве, обязывающий государственные органы осуществлять уголовное преследование лиц, обвиняемых в преступлениях международного характера, даже если эти лица не являются гражданами соответствующего государства, а преступление совершено за пределами его территории.
Ещё одной из составляющих международно уголовно-правового режима являются нормы «мягкого» права, содержащиеся в принимаемых международным сообществом документах рекомендательного характера. В качестве примера можно назвать Минимальные стандартные правила ООН в отношении мер, не связанных с тюремным заключением 1990 года. Хотя такие рекомендации и не являются обязательными к исполнению, они отражают согласованную волю международного сообщества и постепенно внедряются в национальное уголовное законодательство.
Следствием возрастающего значения международного регулирования в сфере уголовного права выступает гармонизация уголовного законодательства в различных странах мира, выражающая его направленность на приоритетную защиту общих для всего человечества ценностей. В то же время, конкретные нормы и институты национального уголовного законодательства продолжают оставаться во многом самобытными, отражающими исторические процессы и культурные особенности, специфические для конкретных государств.